# Gongylus trachelophyllus
Gongylus trachelophyllus es una especie de mantis de la familia Empusidae.

## Distribución geográfica
Se encuentra en la India.